# Лудлоуська бійня

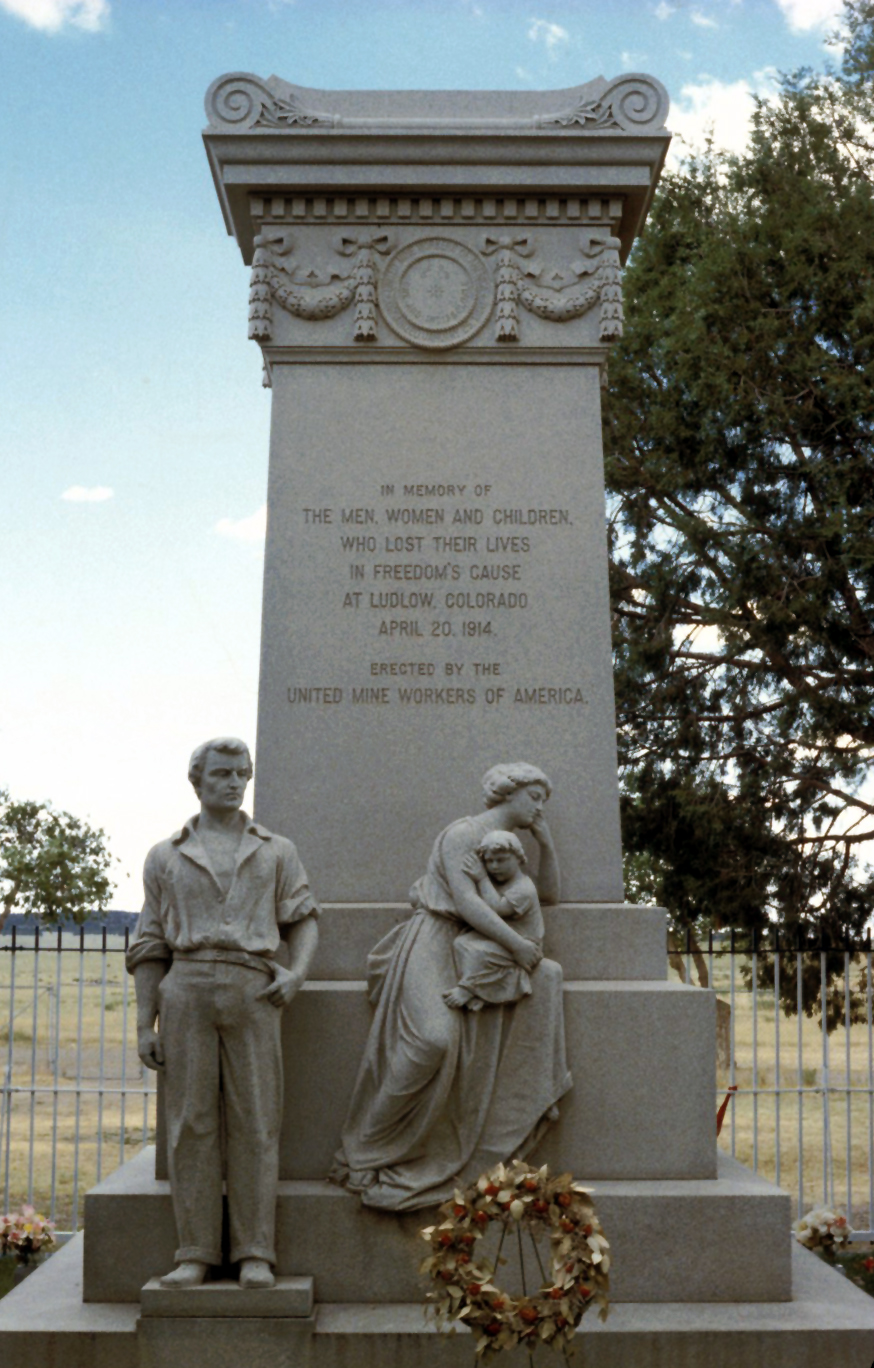
Пам'ятник загиблим під час Лудлоуської бійні.

37°20′21.8″ пн. ш. 104°34′59.9″ зх. д. / 37.339389° пн. ш. 104.583306° зх. д.
Лудло́уська бійня (англ. Ludlow Massacre) — розправа зі страйкуючими шахтарями та членами їх сімей поблизу міста Лудлоу округу Лас-Анімас, штат Колорадо, США 20 квітня 1914 року. Під час розгрому наметового містечка шахтарів загинуло від 19 до 25 людей, більшість з яких становили діти.

## Історія
У 1913 році Об'єднаний союз гірників вступив у переговори із підприємцями з метою покращення становища робітників галузі у Колорадо. Підприємці відмовились виповнювати вимоги гірників. 23 вересня 1913 року гірники оголосили страйк, який затягнувся на багато місяців. Найняті гангстери та військові спалили шахтарський табір, захопили та розстріляли керівників страйку. Голод та вбивства людей змусили гірняків повернутись на роботу.